# 主権国家体制
主権国家体制（、羅: civitas sui iuris）は、近代世界秩序の基本的枠組みの一つ。国家のあり方と世界秩序。中世における普遍的世界の崩壊に伴って16世紀 - 18世紀のヨーロッパで形成された。

## 概要
各国の個別性および領域支配を前提とし、ローマ教皇や神聖ローマ皇帝ではなく、君主国ないし共和国の主権が最高で絶対な存在とされる。
英仏間で戦われた百年戦争および神聖ローマ帝国を舞台に繰り広げられた三十年戦争を通じて形成され、両戦争によって近代国家のかたちが整えられていった。これが局所的に出現するのではなく、諸国家のシステムとして欧州全域で成立した点が重要である。
このシステムは、18世紀 - 19世紀を通じて世界的に拡大し、現代も基本的に踏襲されている世界政治システムである。

## 主権国家体制の特徴
近代世界秩序の基本的枠組みである主権国家体制は、
1. 国家政府に優越するような権威が国内外に存在せず、
2. 国家間関係は基本的に自由であると想定され、
3. 治安維持を担う警察、安全保障・防衛を担う軍など「暴力装置」を独占した諸国家がたがいに対峙し、
4. 各国が民族経済（経済的自立性の確立）をめざし、
5. 各国が固有の文化や価値感、イデオロギーを確立して競いあう

という諸特徴をもっている。このシステムの基礎は、後述するように16世紀から17世紀にかけてのヨーロッパで確立されたが、世界の一体化を経て、世界問題と呼ばれる問題群の登場によって、今日において変容を遂げつつある。

## 主権国家体制の成立
中世ヨーロッパ世界は、社会的、地理的には分散していながらも、ローマ教会や神聖ローマ帝国、そしてラテン語という普遍性によって結びついていた。それはカール大帝の時代までさかのぼるが、中世末からは国王権の確立、国境や関税という考え方に現れる領域支配による個別国家の出現が相次いだ。また、16世紀以降のマルティン・ルター、フルドリッヒ・ツヴィングリ、ジャン・カルヴァンなどによる宗教改革、そしてイングランド国教会などの成立などによってローマ教会と相容れない教会および国家がそれぞれの自主性を主張し、おりからのルネサンス期におけるヒューマニズムの影響もあって、日常語としての国語も確立してきた。また、オスマン帝国の強盛は、ハプスブルク家はじめヨーロッパ諸勢力による不断の外交交渉を余儀なくし、さらに神聖ローマ帝国を荒廃の極に陥れた三十年戦争はヨーロッパ各国が参戦、介入することとなって、たがいに外交使節を交換して条件を明示しながら和約や同盟を結ぶ外交慣例をしだいに形成していった。三十年戦争後のヴェストファーレン条約では、オランダ（ネーデルラント連邦共和国）とスイス連邦の独立が認められ、各国の国家主権の独立、主権対等など現代国際法における諸原則が生まれた。ここで確立した主権国家体制は、各主権国家が一定領域にたいして排他的に公権力を行使し、それらの行為を互いに承認することによって成立した世界秩序であった。

## 主権国家体制の変容
主権国家体制は、以上のようにヨーロッパを中心に形成されてきたが、ヨーロッパを舞台にした第一次世界大戦を契機に変質をはじめることとなった。